# Antonio Cocchi
Antonio Cocchi (Benevento, 3 agosto 1695 – Firenze, 1º gennaio 1758) è stato un medico, naturalista e scrittore italiano.

## Biografia
Antonio Cocchi nacque a Benevento da Giacinto Cocchi, toscano di Borgo San Lorenzo, e da Beatrice Bianco, campana di Baselice, poiché il padre Giacinto, nativo del Mugello, si trovava a Benevento dove era agente dei marchesi Rinuccini di Firenze. Antonio visse gran parte della propria vita a Borgo San Lorenzo, località di origine della famiglia paterna e dove la stessa aveva numerosi possedimenti. Nel 1713 studiò a Pisa poi a Firenze presso i Padri Scolopi e successivamente si laureò in medicina, seguendo l'attività paterna, presso l'Università di Pisa.
Nel 1736 fu nominato lettore di Anatomia nello Studio Fiorentino. In medicina si mosse sulla linea tracciata da Francesco Redi e da Giovanni Alfonso Borelli. Sostenne l'importanza dell'anatomia per gli studi medico-chirurgici. Studiò inoltre le acque termali dei Bagni di San Giuliano, sulle quali scrisse un importante trattato. Fu anche valente naturalista e, nel 1734, ricostituì la Società Botanica di Firenze con Pier Antonio Micheli. Il 12 marzo 1736 fu tra i personaggi che ebbero l'onore di trasportare le ossa di Galileo Galilei, nel nuovo sepolcro allestito nella Basilica di Santa Croce in Firenze.
Per alcuni anni esercitò la professione medica sull'Isola d'Elba, quindi viaggiò molto in Europa, in particolare in Francia, nei Paesi Bassi e in Inghilterra, dove ebbe occasione di conoscere Isaac Newton, dedicandosi quindi allo studio della storia medica, traducendo anche trattati classici greci e latini. La sua attività di scrittore fu indirizzata allo studio di importanti opere letterarie, pubblicando trattati e saggi su opere di Voltaire e di John Milton e alla traduzione di opere di Senofonte Efesio. Tradusse anche vari scritti greci che formarono la raccolta dei Graecorum chirurgici libri. Tra le sue altre opere si annoverano anche una Vita di Benvenuto Cellini e il trattatello Del matrimonio.
Fu membro dell'Accademia della Crusca ed uno dei primi membri italiani della Massoneria (fu iniziato come egli stesso scrisse nelle suo diario manoscritto Effemeridi, in una Loggia fiorentina il 4 agosto 1732 che teneva le sue riunioni nel palazzo di famiglia a Firenze).
Omonimo del più anziano Antonio Celestino Cocchi di Fumone, le opere dei due studiosi furono spesso confuse tra loro, ma il criterio distintivo è rappresentato dalla circostanza che i lavori del Cocchi "mugellano", come amava definirsi, furono stampati in Firenze intorno e dopo il 1750, mentre quelle del fumonese risultano quasi tutte edite in Roma fra il 1723 ed il 1746.

## Archivio personale
La Biblioteca biomedica dell'Università degli studi di Firenze conserva il fondo di archivio Antonio Cocchi. costituito da 149 unità archivistiche. Vi si trovano, tra le altre carte, 103 quaderni di Effemeridi,  il diario privato che Antonio Cocchi scrisse dal maggio 1722 al dicembre 1757 in diverse lingue antiche e moderne.

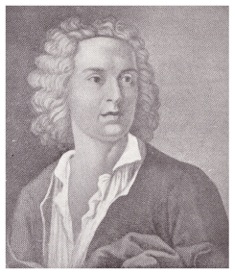
Antonio di Diacinto Cocchi Mugellano
(Giuseppe Allegrini, 1773).

## Opere

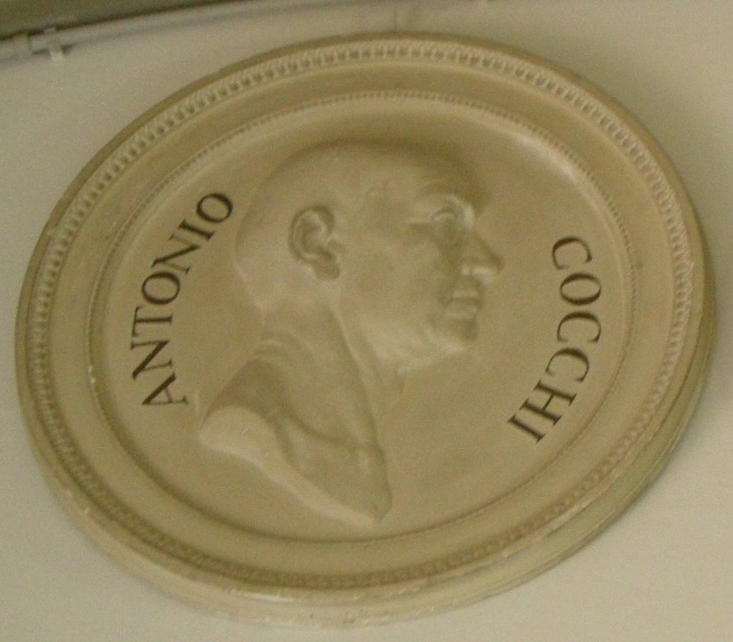
Medaglione al Museo della Specola (Firenze)

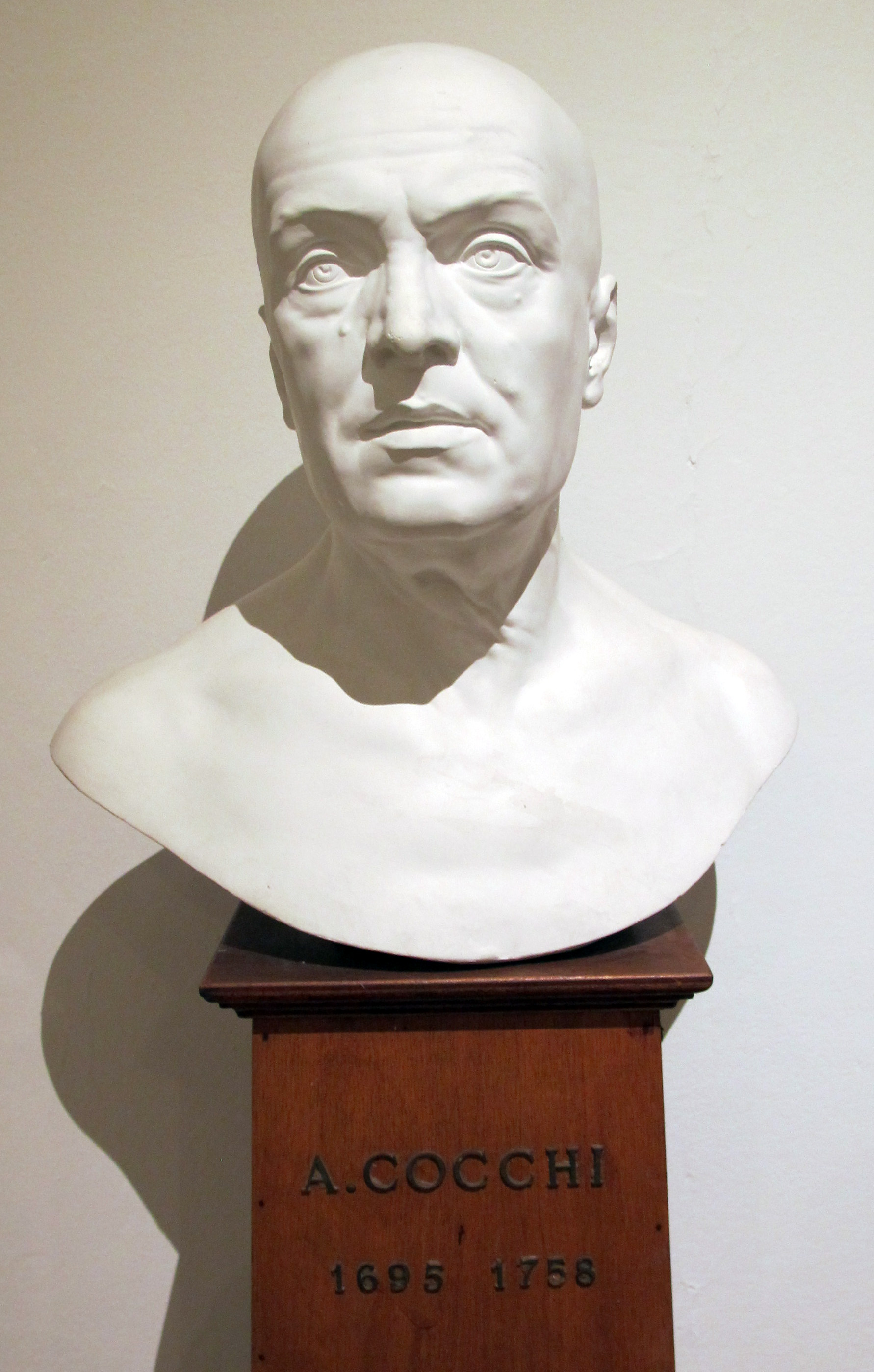
Busto

- Antonio Cocchi: scritti scelti, Firenze, Giunti, 1998
- Del matrimonio ragionamento di un filosofo mugellano, editore e data assenti
- Xenophontos ephesiou ton kata Anthian kai Habrokomen ephesiakon logoi pente. Xenophontis ephesii ephesiacorum libri 5 de amoribus Anthiae et Abrocomae. Nunc primum prodeunt e vetusto codice Bibliothecae Monachorum Cassinensium Florentiae, cun latina interpretatione Antonii Cocchii florentini, Londra, Gulielmi Bowyer, 1726
- Discorso primo di Antonio Cocchi sopra Asclepiade, Firenze, Stamperia di Gaetano Albizzini, 1758
- Discorsi e lettere, Milano - Societa tipogr. de' classici italiani, 1824
- Del matrimonio, Pisa, ETS, 1991
- Del vitto pitagorico per uso della medicina..., Firenze, F. Moucke, 1743
- Consulti medici, vol. 2, In Bergamo, Vincenzo Antoine, 1791.
- Del matrimonio ragionamento di un filosofo mugellano coll'aggiunta di una Lettera ad una sposa tradotta dall'inglese da una fanciulla Mugellana, Londra, 1762
- Scritti scelti, Firenze, Giunti, 1998
- Lettera critica sopra un manoscritto in cera, Firenze, Stamperia all'insegna d'Apollo, 1746
- Medicinae laudatio Pisis publice habita in celeberrimo Gymnasio A.D. 12. Kal. Apr. A.C. 1727, Lucca, typis Dominici Ciuffetti, 1727
- Elogio di Pietro Antonio Micheli botanico dell A.R. del Sereniss. Granduca di Toscana e fondatore della Societa botanica fiorentina Letto pubblicamente nella sala del Consiglio di Palazzo Vecchio il di 7 d'Agosto 1737. Da Antonio Cocchi..., Firenze, Gio. Gaetano Tartini e Santi Franchi, 1737
- Dei vermi cucurbitini dell'uomo discorso d'Antonio Cocchi... Letto in Firenze nell'anno 1734. In una Adunanza della Società Botanica, Pisa, Gio. Paolo Giovannelli e comp., 1758
- Dissertazione sopra l'uso esterno appresso gli antichi dell'acqua fredda sul corpo umano, Editore e data assenti
- La tolleranza filosofica della malattie osservazioni mediche pratiche di Giuseppe Pasta con trentatré lettere inedite del celebre dottore Antonio Cocchi..., Bergamo, Stamperia Locatelli, 1788
- Sui consulti e sulle lettere di Antonio Cocchi ed altre scritture postume con sei consulti altri latini, altri francesi inediti dello stesso: lettera del professor Chiappa al Marchese Gian Giacomo Trivulzio, Milano, Pogliani, 1831
- Lectio de musculis, et motu musculorum habita in theatro anatomico archilycei romani ante excoriati cadaveris ostensionem ab Antonio Cocchio..., Editore e data assenti
- Dei discorsi toscani del dottore Antonio Cocchi medico ed antiquario cesareo..., 2 Vol., Firenze, appresso Andrea Bonducci, 1761-1762
- Graecorum chirurgici libri Sorani vnus de fracturarum signis Oribasii duo de fractis et de luxatis e collectione Nicetae ab antiquissimo et optimo codice florentino descripti conversi atque editi ab Antonio Cocchio..., Firenze, ex Typographia Imperiali, 1754
- De usu artis anatomicae oratio Antonii Cocchii medici et antiquarii caesaris editio secunda cui accedunt observationes ad lithotomiam attinentes aliaque chirurgiae monumenta auctore doctissimo viro Gulielmo Bromfeild in aula potentissimi anglorum regis chirurgo celeberrimo, Firenze, Andream Bonduccium, 1761
- Dei Bagni di Pisa, Firenze, Stamperia Imperiale, 1750
- Relazione dello Spedale di Santa Maria Nuova di Firenze, Firenze, Le lettere, 2000
- Dell'anatomia, Firenze, Giovanni Battista Zannoni, 1745.
- Animadversio medico-practica de corporis exercitatione... Dominici Antonii de Bellis... Accedit Dissertatio de victu pythagorico celeberrimi Cocchii florentini italico sermone conscripta, Roma, Joannis Mariae Salvioni, 1754
- De lente crystalina oculi humani vera suffisionis sede epistola ad celeberrimum virum Jo. Baptistam Morgagnum Patavini lycei decus, Roma, Jo. Mariam Salvioni
- Dei discorsi toscani del dottore Antonio Cocchi medico ed antiquario cesareo dedicati a sua eccellenza la signora contessa D'Orford, 2 Vol., Firenze, Andrea Bonducci, 1761-1762
- Discorso sopra la cioccolata, a cura di Orsola Gori, Firenze, Polistampa, 2005
- Discorsi di Antonio Cocchi, a cura di Luca Capecchi, prefazione di Giovanni Spadolini, Firenze, Antares, 1984.

## Bibliografia

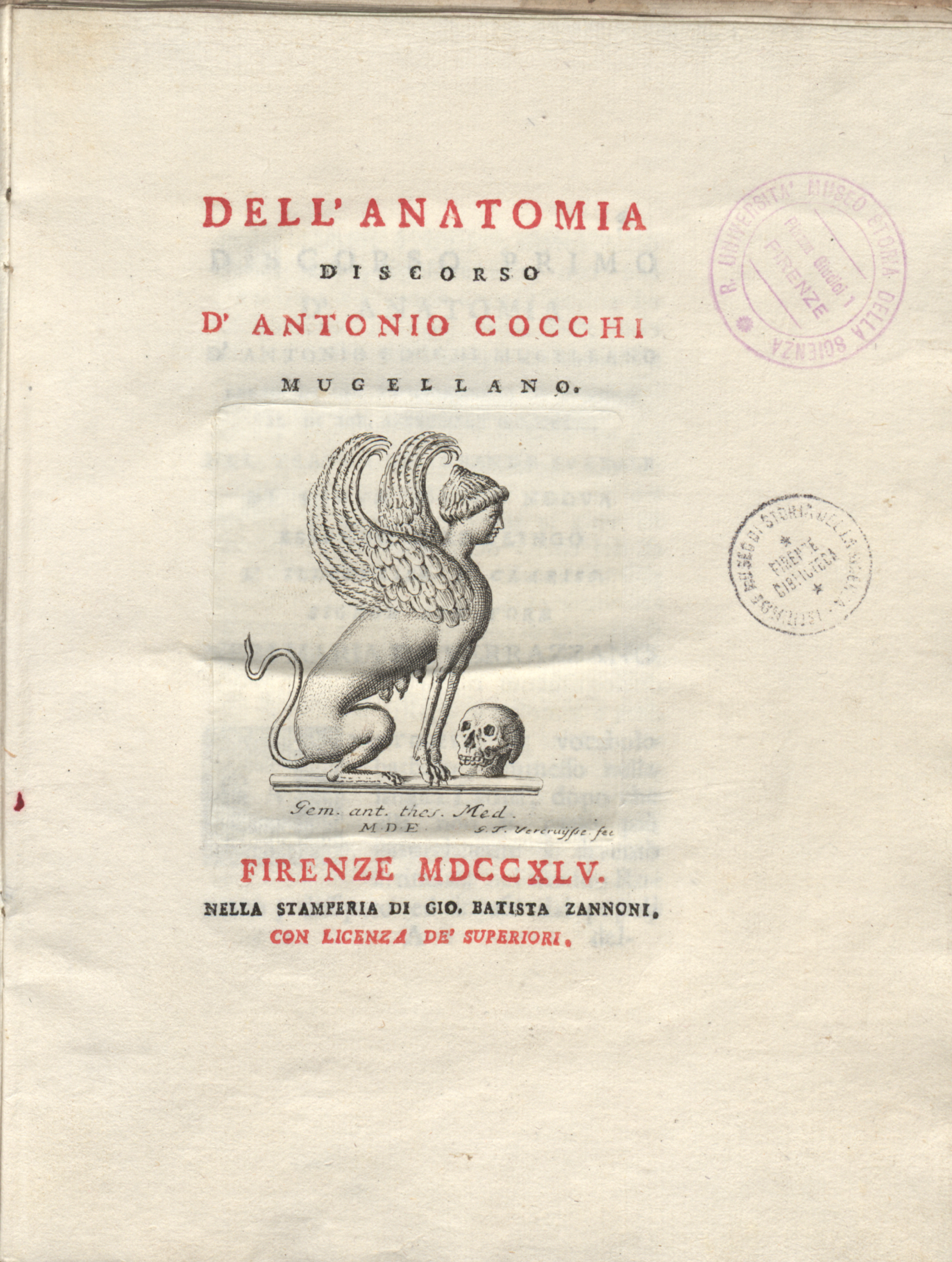
Dell'anatomia, 1745